# Iszrajel Militoszján
Iszrajel Militoszján, örményül: Իսրայել Միլիտոսյան (Leninakan, 1968. augusztus 17. –) olimpiai, világ- és Európa-bajnok szovjet-örmény súlyemelő.

## Pályafutása
1968. augusztus 17-én született Leninakanban. Könnyűsúlyban versenyzett. Edzője unokatestvére, az olimpiai ezüstérmes Vardan Militoszján volt. Három olimpián vett részt. 
Az 1988-as szöuli olimpián szovjet színekben ezüst-, az 1992-es barcelonai játékokon az egyesített csapat tagjaként aranyérmet nyert. Az 1996-os atlantai olimpián már örmény színekben indult és hatodik helyezést ért el. 1989-ben világ- és Európa-bajnok lett. Pályafutása alatt három világrekordot állított fel. 1999-ben vonult vissza és súlyemelőedzőként dolgozik szülővárosában Gjumriban.

## Sikerei, díjai
- Olimpiai játékok – 67,5 kg
  - aranyérmes: 1992, Barcelona
  - ezüstérmes: 1988, Szöul
- Világbajnokság – 67,5 kg
  - aranyérmes: 1989
  - ezüstérmes: 1991
  - bronzérmes: 1987
- Európa-bajnokság – 67,5 kg
  - aranyérmes: 1989
  - ezüstérmes (4): 1987, 1990, 1991, 1992
- Szovjet bajnokság – 67,5 kg
  - bajnok: 1989, 1991